# Laurentius (ärkebiskop)
Lars (latin: Laurentius), död 3 eller 4 mars 1267, var en svensk präst, franciskanmunk och ärkebiskop av Uppsala stift från 1256 och fram till sin död 1267.

## Biografi
Laurentius föddes eventuellt i Enköping.
Han inträdde som franciskanmunk i Enköpings franciskankonvent och valdes senare till ärkebiskop av Uppsala stift omkring 1256.
Vid Skänninge möte 1248 hade celibatet införts i katolska kyrkan i Sverige. Laurentius var sträng i frågan. Celibattvånget lindrades dock något genom bland annat brev från påve Alexander IV 1258 och 1259 som bestämde att de kyrkliga män som bröt mot celibatet inte skulle bannlysas automatiskt. 1259 skrev Laurentius ändå till biskoparna i Linköping och Växjö och sade att de präster som bröt mot celibatet skulle resa till Uppsala för avlösning. 
Laurentius var med om att påbörja flytten av domkyrkan från Gamla Uppsala till Östra Aros, nutida Uppsala, men det är osäkert huruvida kyrkan verkligen började byggas under hans livstid.
Han begravdes i Enköping, som på grund av detta antas ha utgjort hans hemstad.
Då påve Clemens IV vägrade erkänna den efterträdare som valdes, och hans föreslagne kandidat avböjde, skulle det dröja sju år innan Uppsala stift fick en ny ärkebiskop, Folke Johansson Ängel.